# Jessica Brown Findlay
Jessica Rose Brown Findlay (* 14. září 1989 Cookham, Berkshire) je britská herečka.

## Životopis
Narodila se v Cookhamu v hrabství Berkshire do rodiny asistentky pedagoga a finančního poradce. Již od dětství se věnovala baletu, v patnácti letech dostala nabídku tančit v Royal Opera House. Po středoškolských zkouškách byla přijata na několik baletních škol, nakonec se však rozhodla jít na uměleckou školu Arts Educational School. Školu studovala dva roky, během druhého ročníku podstoupila tři operace kotníku, poslední z nich se nezdařila a Findlay tak musela s baletem úplně skončit. Poté přešla na uměleckou školu Central Saint Martin's College of Art and Design.
Ve svých sedmnácti letech byla obsazena do hlavní role v komediálním dramatu Albatros, nedlouho poté ztvárnila nábožensky založenou dívku Rachel v seriálu Misfits: Zmetci. Po úspěchu filmu Albatros byla obsazena do jedné z hlavních rolí v seriálu Panství Downton. V roce 2011 ztvárnila Abi Khan v seriálu Černé zrcadlo, v díle „Patnáct milionů meritů“, pojednávajícím o dystopické budoucnosti.
V roce 2014 se objevila jako Beverly Penn ve filmové adaptaci románu Marka Helprina, Zimní příběh O rok později ztělesnila akrobatku Lorelei v dramatu Viktor Frankenstein. V roce 2016 se přidala k obsazení životopisného celovečerního filmu England is Mine o životě a kariéře anglické zpěvačky Morrissey, která založila indie rockovou kapelu The Smiths.
V letech 2017–2019 ztvárňovala prostitutku Charlotte Wellsovou v seriálu Nevěstky. Od roku 2020 je v hlavním obsazení seriálu Brave New World.
V roce 2020 se provdala za herce Ziggyho Heatha, s nímž chodila od roku 2016. V prosinci 2022 se jim narodila dvojčata.

## Filmografie

### Film
| Rok  | Název                                                 | Role               | Poznámky    |
| ---- | ----------------------------------------------------- | ------------------ | ----------- |
| 2009 | Man on a Motorcycle                                   | holka v posteli    | krátký film |
| 2011 | Albatros                                              | Emelia Conan Doyle |             |
| 2014 | Zimní příběh                                          | Beverly Penn       |             |
| 2014 | Ukolébavka                                            | Karen Lowenstein   |             |
| 2014 | Klub výtržníků                                        | Rachel             |             |
| 2015 | Victor Frankenstein                                   | Lorelei            |             |
| 2016 | This Beautiful Fantastic                              | Bella Brown        |             |
| 2017 | England Is Mine                                       | Linder Sterling    |             |
| 2017 | Příšerákovi                                           | Fay (hlas)         |             |
| 2018 | Iris Warriors                                         | slečna Shawová     |             |
| 2018 | Spolek přátel krásné literatury a bramborových koláčů | Elizabeth McKenna  |             |
| 2021 | Příšerákovi 2                                         | Fay (hlas)         |             |
| 2021 | Mnichov: Na prahu války                               | Pamela Legat       |             |

### Televize
| Rok           | Název           | Role                   | Poznámky                      |
| ------------- | --------------- | ---------------------- | ----------------------------- |
| 2009, 2011    | Misfits: Zmetci | Rachel                 | 2 díly                        |
| 2010–2012     | Panství Downton | Lady Sybil Branson     | hlavní role, 20 dílů          |
| 2011          | Černé zrcadlo   | Abi Khan               | díl: „Patnáct milionů meritů“ |
| 2012          | Labyrint        | Alaïs Pelletier du Mas | minisérie (2 díly)            |
| 2014          | Hospoda Jamajka | Mary Yellan            | minisérie (3 díly)            |
| 2015          | The Outcast     | Alice Aldridge         | 2 díly                        |
| 2017–2019     | Nevěstky        | Charlotte Wells        | hlavní role (1.–3. řada)      |
| 2020          | Castlevania     | Lenore (hlas)          | hlavní role 3.–4. řady        |
| 2020          | Brave New World | Lenina Crowne          | hlavní role                   |
| bude oznámeno | Life After Life |                        |                               |

### Divadlo
| Rok  | Název         | Role                | Místo                  |
| ---- | ------------- | ------------------- | ---------------------- |
| 2015 | Oresteia      | Élektra             | Almeida Theatre        |
| 2015 | Oresteia      | Élektra             | Trafalgar Studios      |
| 2016 | Strýček Váňa  | Soňa                | Almeida Theatre        |
| 2017 | Hamlet        | Ofélie              | Almeida Theatre        |
| 2017 | Hamlet        | Ofélie              | Harold Pinter Theatre  |
| 2024 | Nepřítel lidu | Katharina Stockmann | Duke of York's Theatre |